# Upplands runinskrifter 859
Upplands runinskrifter 859 är en runsten av granit i Måsta, Balingsta socken och Uppsala kommun. Stenen står på sin ursprungliga plats vid avfartsvägen från riksvägen 55 vid korsningen med cykelvägen som nu följer den gamla banvallen. Runstenens höjd är 1,44 meter och dess bredd 1,5 meter. Ornamentiken är anpassad efter stenens form och ristningen är i det avseendet ett av runristaren Åsmund Kåressons främsta verk.
Två av stenens hörn är bortslagna, men i övrigt är stenen och runslingan välbevarad. Runstenens hörn var avslagna redan 1749 då Carl von Linné beskrev stenen.

## Inskriften

### Inskriften i runor
ᚠᛆᛋᛏᛒᛁᚢᚱᚿ᛫ᚢᚴ᛫ᚦᚢᚱᚢᚿ᛫ᛚᛁᛏᚢ᛫ᚱᛁᛏᛆ (skadat hörn)
ᛒᚱᚢ᛫ᚴᛁᚱᚢ᛫ᛆᛒᛏᛁᛦ᛫ᛁᚿᚴᛁᚠᛅ (skadat hörn)
ᛆᚿᛏᛅ᛫ᛋᛁᚾ᛫ᚴᚢᚦ᛫ᚼᛁᛆᛚᛒᛁ᛫ᚭᚿᛏ᛫ᚭᛋᛘᚢᚿᚱᛏ᛫ᚱᛁᛋᛏᛁ᛫ᚱᚢᚿᛆᛦ
Translitterering av runraden:
fastbiurn ' uk þurun ' litu rita ... bru kirua| |abtiʀ ' inkifa-... ...(u)anta sin ' kuþ hialbi hont ' osmunrt risti runoʀ
Normalisering till runsvenska:
Fastbiorn ok Þorunn letu retta ... bro gærva æftiʀ Ingifa[st, b]oanda sinn. Guð hialpi and. Asmundr risti runaʀ.
Översättning till nusvenska:
Fastbjörn och Torunn lät uppresa
(stenen och) göra bron efter Inge(fast), sin man.
Gud hjälpe anden. Åsmund ristade runorna.

## Historia
Runstenen är ristad av den kända och produktiva runmästaren Åsmund Kåreson, som var verksam under 1000-talets första hälft. Stenen står vid en väg som haft stor betydelse, den var nämligen huvudrutten för resande från Uppsala mot Södermanland och Götaland.
Den har förmodligen skapats vid samma tillfälle som, och hör ihop med, U 860, vilken dock är flyttad från sin ursprungliga plats i närheten av U 859.

## Bildgalleri

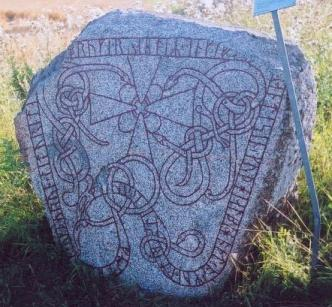
U 859 år 2003.
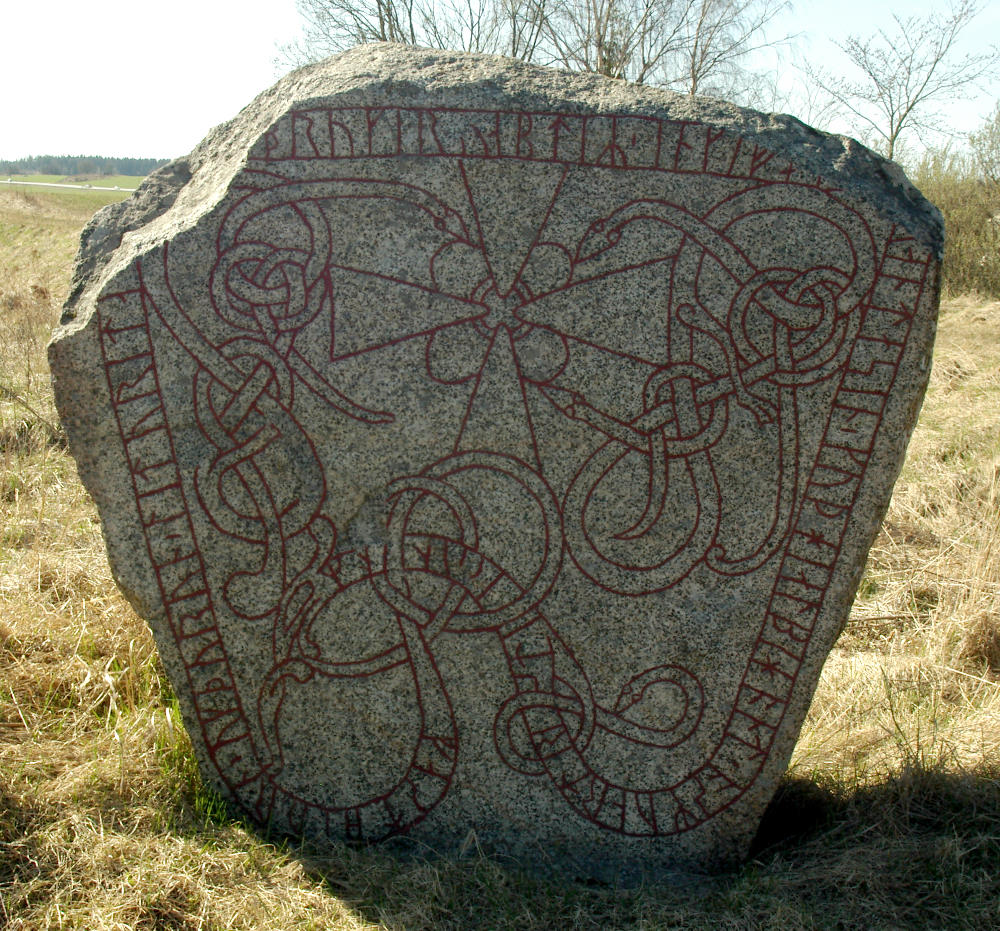
U 859 år 2007.